# IEEE 802.9
802.9 — робоча група комітету IEEE 802, яка розробила стандарти для інтегрованої передачі голосових і відео даних через наявні дроти типу "вита пара" категорії 3. Цей стандарт відоміший, як isoEthernet. 
IsoEthernet поєднує у собі канали пропускною здатністю 10 мегабіт за секунду Ethernet та 96 64-кілобіт за секунду ISDN "B". Першочергово стандарт було розроблено для передачі голосових та відео даних через той же дріт без деградацій шляхом фіксації пропускної здатності призначеної для Ethernet та каналу B сторін.
Низка виробників мережного обладнання додала підтримку isoEthernet, однак, невдовзі на ринку з'явилася технологія Fast Ethernet, і робочу групу було розформовано у зв'язку із неактуальністю її роботи.